# Чолман
Чолман (Кама) — республиканская общественно-политическая газета на марийском языке, издающаяся в Республике Башкортостан. Газета освещает общественно-политические, социальные, экономические и культурные события из жизни марийской диаспоры в Башкирии, публикует материалы по истории и культуре марийского народа, литературные произведения.
Учредителем газеты является Правительство Республики Башкортостан. Газета выходит в Нефтекамске 1 раз в неделю на 4 полосах формата А3. Тираж — более 4000 экземпляров (2010 год).

## История
Первый номер газета вышел 24 апреля 1991 года. С начала издания и по ноябрь 1991 года главным редактором издания был Губаев И. И. Позже редакцию возглавляли В. М. Шайдуллин, Ф. И. Ибатов. С июля 2001 года редакцию вновь возглавил Губаев И. И.
Изначально «Чолман» позиционировалась как нефтекамская городская газета на марийском языке. С 1993 года газета получила статус республиканской общественно-политической газеты Верховного Совета Республики Башкортостан и Совета Министров Республики Башкортостан. С 2009 года учредителем является Правительство Республики Башкортостан, с 2016 года — Агентство по печати и средствам массовой информации Республики Башкортостан.

## Распространение
Газета распространяется в районах компактного проживания марийцев в республике (Башкортостан — второй после Марий Эл регион России по численности проживающих марийцев, здесь проживает более 100 тысяч марийцев), а также по подписке в Марий Эл, Татарстане, Удмуртии, Пермском крае, Свердловской области.